# Grugastadion
Das Grugastadion im Stadtteil Rüttenscheid war von 1963 bis zu seinem Abriss 2001 eines der größten Sportstadien der Stadt Essen. Es war Teil einer aus Stadion, Turnfesthalle und Festwiese bestehenden Sportanlage, die funktionell zum ebenfalls in den Jahren 1961 bis 1963 errichteten Grugabad passte.

## Geschichte
Bereits im Dritten Reich gab es Pläne, in der Nähe der Gruga und der Messe Essen ein Sportstadion zu errichten, das eines der größten Stadien Deutschlands geworden wäre. Hierfür vorgesehen war ein altes Ziegeleigelände und die dazugehörende Lehmgrube im Bereich Moritzstraße/Verbandstraße in Essen-Rüttenscheid. Das Gelände, auch als Montagsloch bekannt, wurde nach dem Zweiten Weltkrieg als großer Schuttabladeplatz verwendet. Die Geschichte im Dritten Reich führte dazu, dass das Stadion nicht über den Rohbau hinauskam.
Das 1961 begonnene Grugastadion war für Leichtathletikveranstaltungen und Fußballspiele geeignet. Mit nordwestlicher Haupttribüne wurde es am 13. September 1963 eröffnet und bot insgesamt rund 40.000 Plätze. Für das Deutsche Turnfest 1963 wurde dazu eine neue Sportanlage errichtet, zu der nordöstlich des Stadions eine Mehrzwecksporthalle (Turnfesthalle) und östlich des Stadions eine große, von Erdwällen mit Zuschauerrängen umgebene, Festwiese gehörten. Das gesamte Gelände nahm eine Fläche von 12,4 Hektar ein.
Am 25. April 1965 wurde in diesem Stadion das Finale um die inoffizielle Junioren-Europameisterschaft ausgetragen. Die DDR-Juniorenauswahl ging mit dem 3:2-Sieg über die Juniorenauswahl Englands als Sieger aus dem UEFA-Juniorenturnier hervor.
Im September 1971 fand im Grugastadion das internationale Finale der damaligen Fernseh-Spielshow Spiel ohne Grenzen statt.
Der Bedarf für ein drittes Großstadion in Essen bestand jedoch nicht, da die beiden leistungsstärksten Fußballvereine Schwarz-Weiß Essen und Rot-Weiss Essen ihre traditionellen Spielstätten vorzogen. Rot-Weiss Essen bezog das Grugastadion 1970 als Ausweichspielstätte für drei Bundesligapartien; zwischen 1974 und 1978 wurde das Grugastadion dann von Schwarz-Weiß Essen für Spiele der Zweiten Bundesliga Nord genutzt, da die Stadt Essen das erst kurz zuvor vom Verein übernommene Uhlenkrugstadion nicht in einen zweitligatauglichen Zustand versetzte. Außerdem wurde das Stadion Ende der 1990er Jahre während der Renovierung des Georg-Melches-Stadions vom damaligen Oberligisten Rot-Weiss Essen abermals als Ausweichquartier genutzt. Der einzige Verein, der das Stadion als Heimstadion empfand, war daher von 1991 bis zum Abriss der Footballverein der Assindia Cardinals. Dazu wurde das Stadion für Sportfeste von Schulen genutzt, was zusammen nicht ausreichte, um es zu erhalten. Die Haushaltslage der Stadt Essen hatte zu Sanierungsrückständen geführt, außerdem war die Fläche der Turnfestanlage ins Blickfeld der expandierenden Messe Essen geraten, die weitere Parkplätze benötigte.
Nachdem die Festwiese, die nach dem Turnfest in drei nebeneinanderliegende Fußballplätze (zwei Asche- und ein Rasenplatz) umgewandelt worden war, und zwei der Plätze in den 1980er Jahren zu asphaltierten Parkplätzen für die Messe gemacht worden waren, wurden das Grugastadion 2001 und die Turnfesthalle 2002 abgerissen. Im Oktober 2007 erfolgte auf dem Gelände des Grugastadions der erste Spatenstich für den im Oktober 2010 eröffneten Neubau der E.ON Ruhrgas-Hauptverwaltung. Auf dem Gebiet der beiden anderen Sportanlagen entstand ein Verwaltungsgebäude von Hochtief sowie Wohnbebauung.

## Trivia
Am 2. Mai 1987 landete Papst Johannes Paul II. im Rahmen seines Pastoralbesuches in Deutschland im Grugastadion, um von dort mit dem Papamobil zum Essener Münster zu fahren.

## Galerie

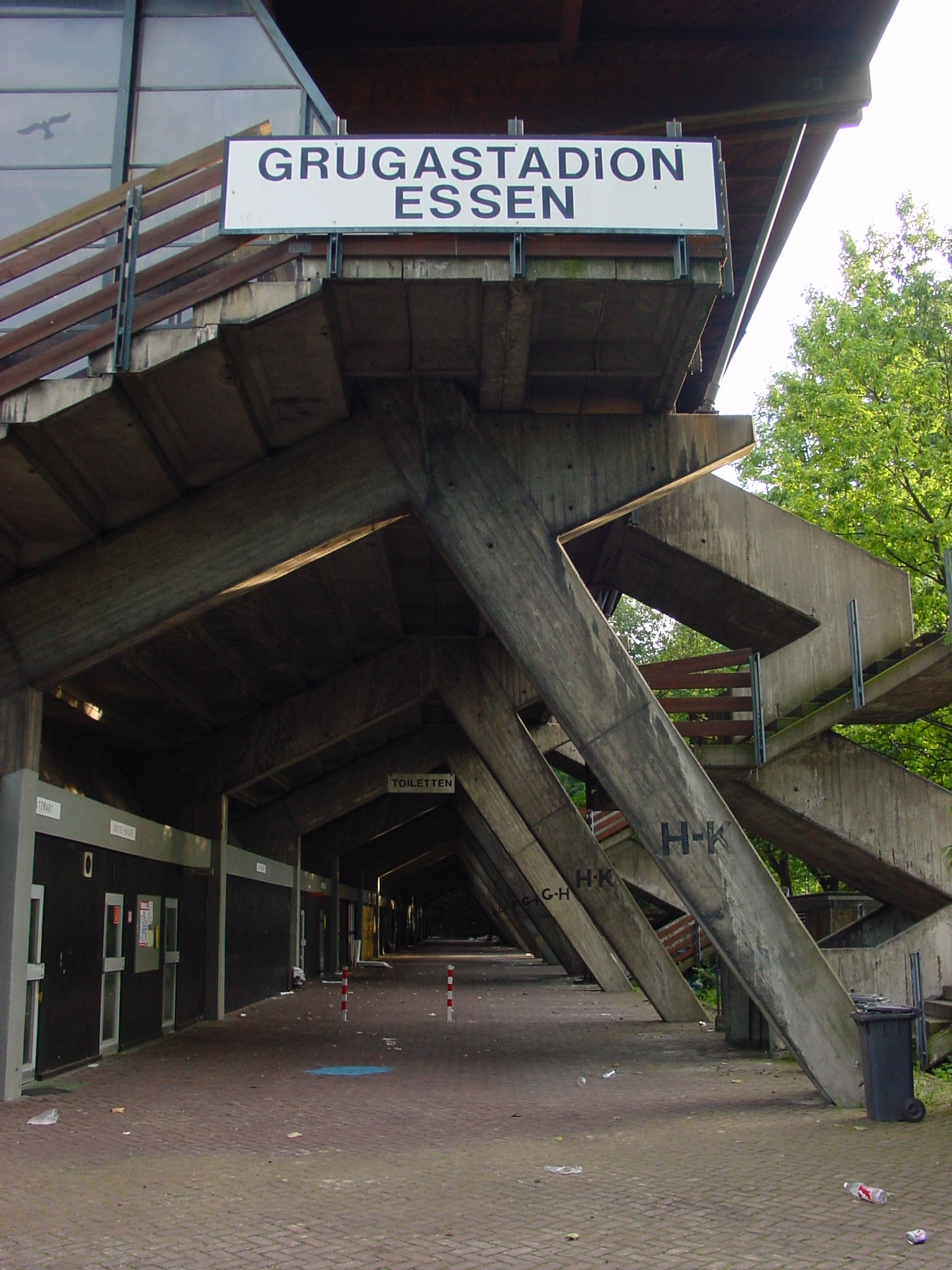
Tribüne unten
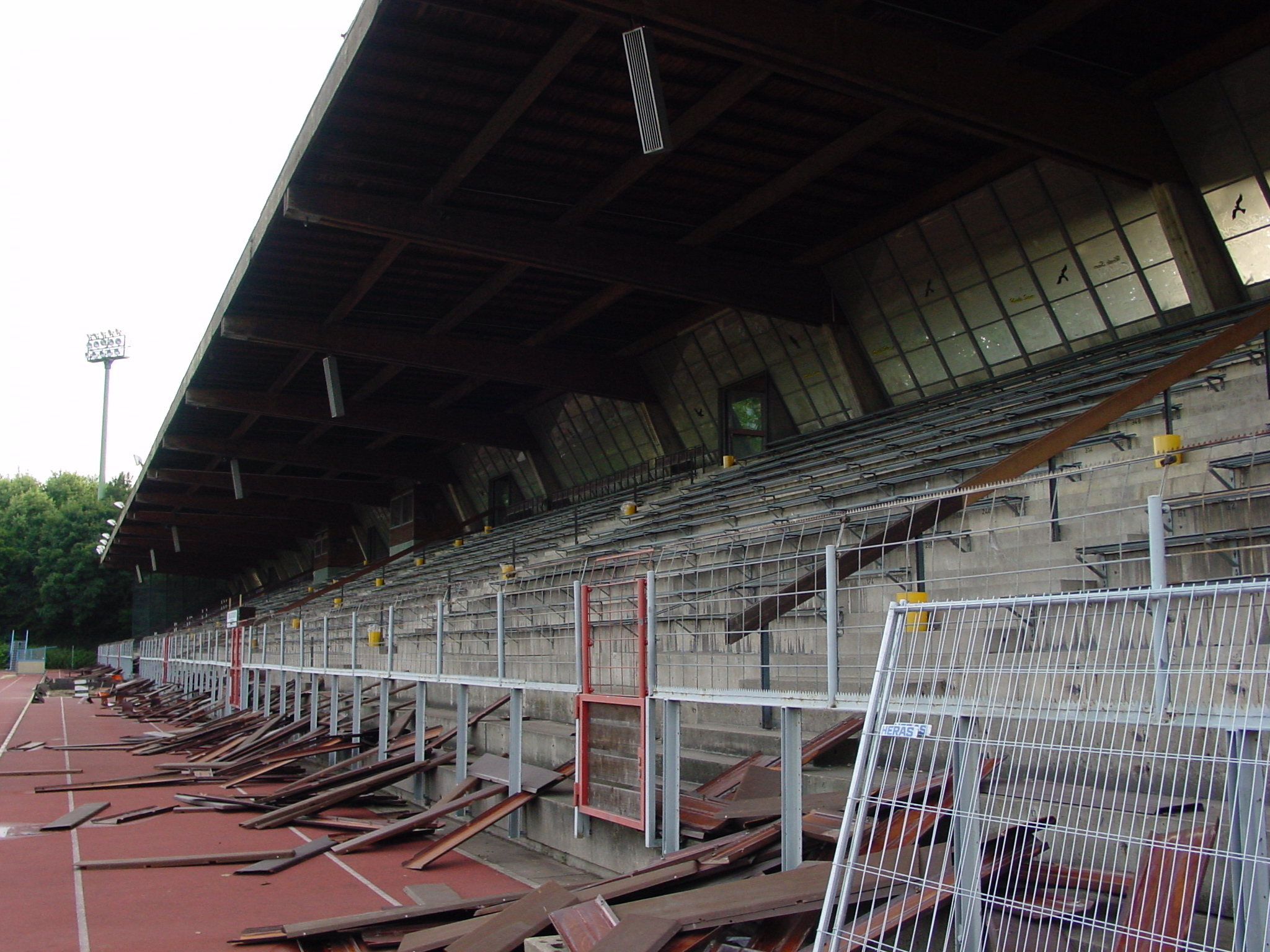
Tribüne während des Abrisses
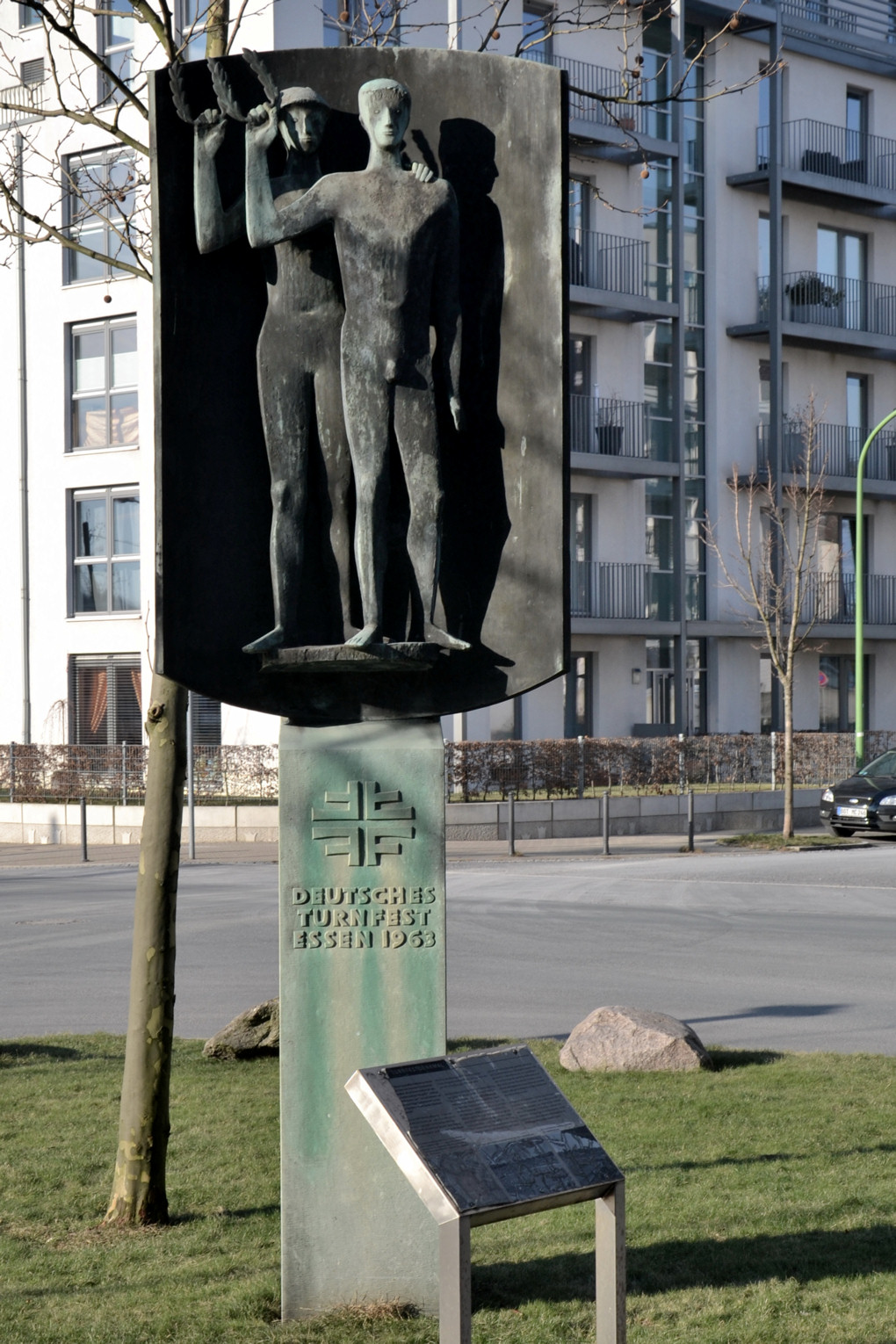
Turnfestdenkmal